# John Ireland (Politiker)

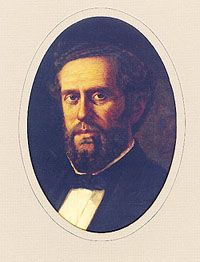
John Ireland

John Ireland (* 21. Januar 1827 bei Millerstown, Hart County, Kentucky; † 15. März 1896 in Seguin, Texas) war ein US-amerikanischer Jurist und Politiker, der als 19. Gouverneur des Bundesstaates Texas amtierte.
Ireland wurde in Kentucky geboren, arbeitete zuerst als Sheriff in seinem Heimat-County und begann 1851 Jura zu studieren. 1852 wurde er als Anwalt zugelassen und 1853 zog er nach Seguin, wo er sich als  Anwalt niederließ. 1858 wurde er Bürgermeister von Seguin und 1861 Delegierter der Secession Convention, die die Loslösung der Südstaaten vom Rest der USA befürwortete. 1862 trat er als Freiwilliger in die Armee der Konföderierte Staaten ein und stieg bis zum Leutnant auf. Gegen Ende des Sezessionskriegs war er an der Küste von Texas stationiert.
Nach dem Krieg betätigte er sich weiterhin in der Politik und wurde 1866 Mitglied der Übergangsregierung. Ebenso arbeitete er 1866/67 als Bezirksrichter. In der 13. texanischen Legislaturperiode wurde er in das Repräsentantenhaus gewählt und in der 14. in den Staatssenat. Von 1875 bis 1876 war er Richter am Supreme Court of Texas. Die Wahl zum US-Senator 1876 verlor er gegen Richard Coke und 1878 verlor er die Wahl ins US-Repräsentantenhaus gegen Gustav Schleicher. 1882 wurde er dann zum ersten Mal, als Nachfolger von Oran M. Roberts, zum Gouverneur von Texas und 1884 zum zweiten Mal gewählt, wobei er das Amt am 16. Januar 1883 antrat. Während seiner Amtszeit wurde die University of Texas eröffnet und der Grundstein für das neue Regierungsgebäude (Capitol) gelegt. Nachfolger als Gouverneur wurde Lawrence Sullivan Ross am 18. Januar 1887. Anschließend zog sich Ireland aus der Politik zurück und arbeitete weiter als Anwalt in seiner Kanzlei bis zu seinem Tod 1896.
Ireland heiratete 1854 Matilda Wicks Faircloth. Nach ihrem Tod 1856 heiratete er 1857 Anna Maria Penn. Mit ihr hatte er drei Töchter. Später adoptierte er einen seiner Enkelsöhne, Patrick Ireland Carpenter.